# Hans Tuynman

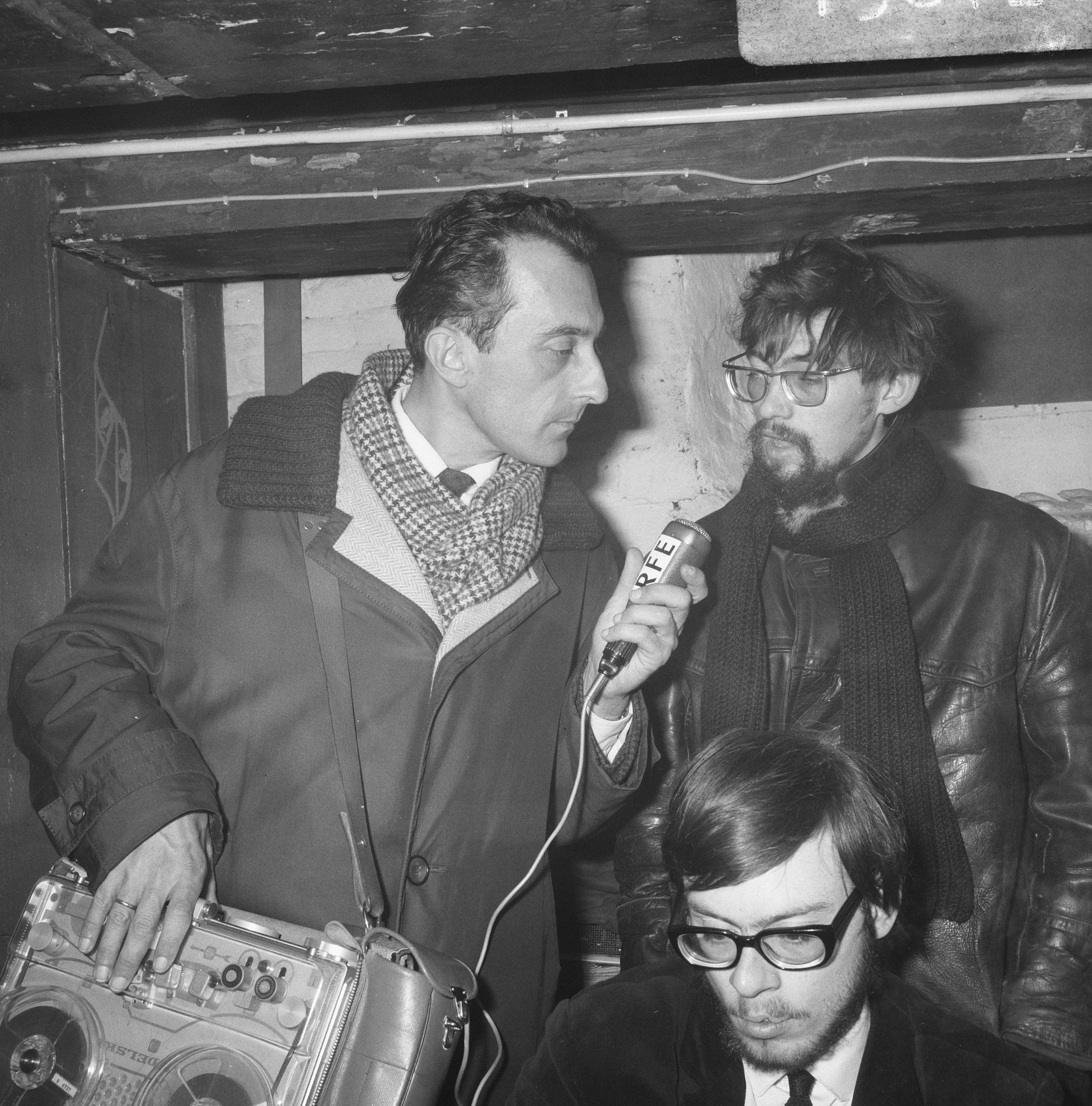
Hans Tuynman tijdens een radiointerview

Henri Ernst Alexander (Hans) Tuijnman (Malang, 17 juni 1942 – Amsterdam, 1 mei 1993) was een Nederlands politiek activist; bekend van Provo. Hij spelde zijn achternaam als Tuynman – “met lange IJ, maar zonder puntjes”.

## Biografie
Tuynman werd geboren in Nederlands-Indië als zoon van de hoofdonderwijzer Tuijnman, en groeide op in het Jappenkamp Lampersari bij Semarang, waar hij met zijn moeder en oudere zuster was geïnterneerd. Zijn vader overleed begin februari 1945 in het krijgsgevangenenkamp Raha op Muna.
In 1946 verhuisde het gezin naar Den Haag, waar Tuynmans moeder hertrouwde met de jurist A.H. van Namen. Begin 1949 verhuisden ze naar Nieuw-Guinea, omdat Tuynmans stiefvader tot rechter in Hollandia was benoemd. Eind 1950 keerde het gezin terug naar Nederland. Na een verblijf in Haarlem vestigde het zich in 1955 weer in Den Haag.
Tuynman behaalde zijn mulo-diploma, volgde een opleiding tot creatief therapeut, ging in militaire dienst – wat hij twee maanden volhield – en zwierf door Europa. In 1965 vestigde hij zich in Amsterdam, waar hij al snel in contact kwam met de Provobeweging.
Nadat Provokatie nummer 13 was verschenen, waarin werd opgeroepen tot een demonstratie tegen gewelddadig politieoptreden werd Tuynman als initiatiefnemer daarvan gearresteerd. Hij werd vrijgelaten op voorwaarde dat hij zich zou onthouden van provo-activiteiten, en werd vervolgens op 23 april tijdens een happening bij Het Lieverdje opnieuw gearresteerd. Hij werd veroordeeld tot drie maanden gevangenisstraf wegens het verspreiden van een opruiend geschrift. Tuynman zat vanaf 30 maart 1966 in het Huis van Bewaring bij de Amstelveenseweg, waar hij werkte aan een boek, dat na zijn vrijlating zou verschijnen onder de titel Fulltime Provo (1966). Elke zaterdagavond trok Provo naar het Huis van Bewaring om er Hans Tuynman Vrij! te scanderen. Een bevrijdingsactie op 24 mei – de volgende dag zou Provo een jaar bestaan – mislukte. Bernhard de Vries werd hierbij gearresteerd, en de volgende dag weer vrijgelaten. Ook op de avond van 1 juni 1966, toen Provo een zetel gewonnen had bij de gemeenteraadsverkiezingen, trok Provo naar het Huis van Bewaring. Die avond werden provo-kandidate Irène van de Weetering en journalist Wibo van der Linde gearresteerd.
Nadat Tuynman begin juni in hongerstaking was gegaan moest hij op zijn 24e verjaardag voor de kantonrechter verschijnen. Hij kreeg twee boetes opgelegd.
Op 21 juni werd Tuynman op verzoek van zijn raadsman vrijgelaten. Hij verklaarde niets opruiends te zien aan de oproep tot individuele demonstratie in Provokatie nr. 13, en vond het weigeren door burgemeester Van Hall van een groepsdemonstratie "een aantasting van mijn democratische rechten". Op 5 juli werd hij in hoger beroep tot twee maanden celstraf veroordeeld - waarvan hij inmiddels al tweeënhalve maand had uitgezeten. Zelf had hij op niet meer dan drie weken gerekend; dat zou hij billijk hebben gevonden. Na zijn vrijlating wilde hij voor bouwvakkers, politieagenten en provo’s een feest op de Dam organiseren, mits burgemeester Van Hall toestemming gaf. Een dag later werd hij opnieuw gearresteerd – samen met Koosje Koster – nu ter zake van baldadigheid. In november 1966 verwierp de advocaat-generaal het cassatieberoep tegen het vonnis uit juli. De Hoge Raad volgde de opvatting van de advocaat-generaal en handhaafde het vonnis van twee maanden met aftrek van voorarrest.

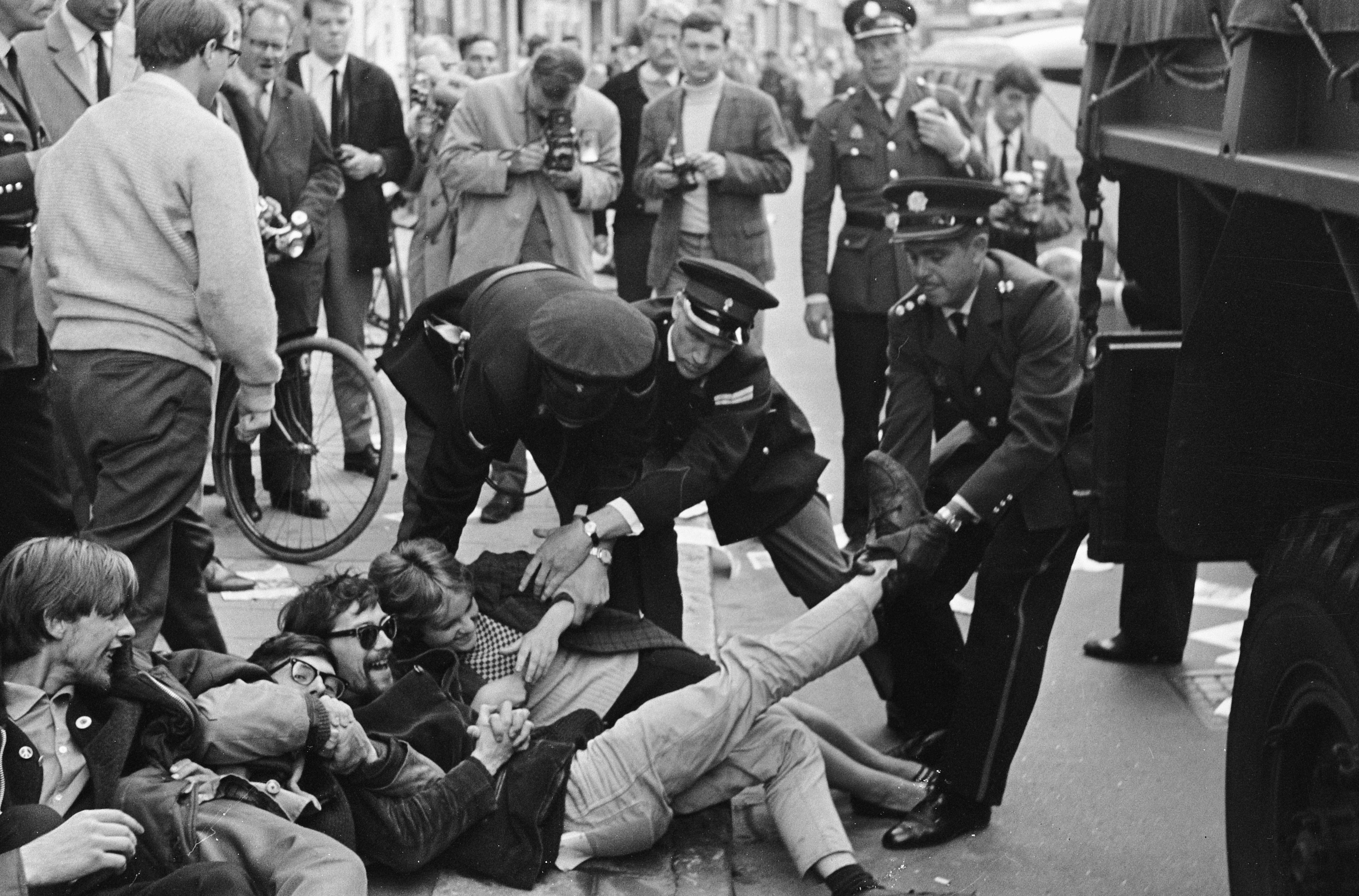
Tuynman wordt weggesleept tijdens een demonstratie in Amsterdam tegen het Amerikaans optreden in Vietnam

Van de opbrengst van zijn boek, dat in augustus 1966 was verschenenkocht Tuynman voor zevenduizend gulden het binnenvaartschip 'Roma' dat hij Hasjiminh doopte – een samentrekking van hasjiesj en de destijds in progressieve kringen populaire Noord-Vietnamese leider Ho Tsji Minh. Hij richtte het schip in tot commune. Zijn boek werd een half jaar later vernietigend besproken door Anne Wadman. Het was een slap Vinkenoog-aftreksel, waarin het hele provo-gedoe "onbedoeld als een soort Indiaantje-spelen voor onvolgroeide volwassenen [wordt] afgeschilderd", aldus Wadman.. Dit in tegenstelling tot de eerder verschenen recensie in het Nieuwsblad van het Noorden waarin Tuynman "Een schrijver van formaat" wordt genoemd.
Na de opheffing van Provo was Tuynman actief in de Kabouterbeweging. Toen Roel van Duijn aan de verkiezingen wilde meedoen stak Tuynman daar een stokje voor.
Tuynman trok zich terug in een gekraakt boerderijtje in Oud-Diemen, waar hij volgens eigen zeggen een kratje bier per dag dronk. In een interview met De Telegraaf in 1987 noemde hij zich monarchist en zei dat hij spijt had  van het Provo-protest tegen 'Het Huwelijk' van Prinses Beatrix en Prins Claus.
Hij overleed op 50-jarige leeftijd na een kort ziekbed aan kanker in het ruggenmerg. Tuynman werd op een vlot van Robert Jasper Grootveld opgebaard, en werd gecremeerd.

## Persoonlijk leven
Tuynman was van 1971 tot 1973 gehuwd met Liesbeth van Gelder. Ze kregen een zoon, die ze naar Grootveld 'Jasper' noemden. Eerder – namelijk op 12 februari 1970 – waren ze al op de Dam 'getrouwd' door Roel van Duijn, ‘ambtenaar van de burgerlijke stand’ van de Oranjevrijstaat.